# Resolutie 1941 Veiligheidsraad Verenigde Naties
Resolutie 1941 van de Veiligheidsraad van de Verenigde Naties werd op 29 september 2010 met unanimiteit van stemmen aangenomen door de VN-Veiligheidsraad. Ze verlengde het geïntegreerde politieke VN-kantoor in Sierra Leone opnieuw met een jaar. Voorafgaand werd resolutie 1940 aangenomen die het wapenembargo tegen dat land ongedaan maakte.

## Achtergrond
In Sierra Leone waren al jarenlang etnische spanningen tussen verschillende bevolkingsgroepen. In 1978 werd het een eenpartijstaat met een regering die gekenmerkt werd door corruptie en wanbeheer van onder meer de belangrijke diamantmijnen. Intussen was in buurland Liberia al een bloedige burgeroorlog aan de gang, en in 1991 braken ook in Sierra Leone vijandelijkheden uit. In de volgende jaren kwamen twee junta's aan de macht, waarvan vooral de laatste een schrikbewind voerde. Zij werden eind 1998 met behulp van buitenlandse troepen verjaagd, maar begonnen begin 1999 een bloedige terreurcampagne. Pas in 2002 legden ze de wapens neer.

## Inhoud

### Waarnemingen
De secretaris-generaal van de Verenigde Naties had Sierra Leone bezocht en beval in zijn rapport aan het VN-kantoor aldaar te verlengen om het land te blijven ondersteunen bij het zorgen voor vrede en ook de voorbereiding van de verkiezingen in 2012. De overheid en de internationale gemeenschap moesten samenwerken om te zorgen voor vrije en eerlijke verkiezingen. De steun van de VN en de internationale gemeenschap bleef noodzakelijk voor duurzame vrede, veiligheid en ontwikkeling in Sierra Leone. Vooral de capaciteiten van de Sierra Leoonse overheid moesten versterkt worden. Ook het werk van het Sierra Leonetribunaal en diens vervolging van voormalig president Charles Taylor waren van belang. Verder werd resolutie 1940, die het wapenembargo tegen Sierra Leone ophief, bevestigd; al werd gewezen op de verantwoordelijkheid van de autoriteiten in de regio om de circulatie van lichte wapens onder controle te brengen.

### Handelingen
Het mandaat van UNIPSIL werd verlengd tot 15 september 2011. Samen met het VN-landenteam moest UNIPSIL Sierra Leone helpen met:
i. Het organiseren van de verkiezingen,
ii. Conflictpreventie en migratie,
iii. Het aanpakken van de jeugdwerkloosheid,
iv. Goed bestuur, wetshandhaving, mensenrechten, institutionele hervormingen, de strijd tegen drugshandel, georganiseerde misdaad, corruptie en witwaspraktijken en grenscontrole.
De secretaris-generaal werd gevraagd op de vooruitgang ter zake te blijven toezien. De overheid van Sierra Leone werd verantwoordelijk geacht voor de vrede, veiligheid en ontwikkeling van het land. Er werd op die overheid aangedrongen werk te maken van nationale eenheid en verzoening.

## Verwante resoluties
- Resolutie 1886 Veiligheidsraad Verenigde Naties (2009)
- Resolutie 1940 Veiligheidsraad Verenigde Naties
- Resolutie 1971 Veiligheidsraad Verenigde Naties (2011)
- Resolutie 2005 Veiligheidsraad Verenigde Naties (2011)

Lijst ·  1908 ·  1909 ·  1910 ·  1911 ·  1912 ·  1913 ·  1914 ·  1915 ·  1916 ·  1917 ·  1918 ·  1919 ·  1920 ·  1921 ·  1922 ·  1923 ·  1924 ·  1925 ·  1926 ·  1927 ·  1928 ·  1929 ·  1930 ·  1931 ·  1932 ·  1933 ·  1934 ·  1935 ·  1936 ·  1937 ·  1938 ·  1939 ·  1940 ·  1941 ·  1942 ·  1943 ·  1944 ·  1945 ·  1946 ·  1947 ·  1948 ·  1949 ·  1950 ·  1951 ·  1952 ·  1953 ·  1954 ·  1955 ·  1956 ·  1957 ·  1958 ·  1959 ·  1960 ·  1961 ·  1962 ·  1963 ·  1964 ·  1965 ·  1966